# バヤモン
バヤモン（スペイン語: Bayamón）は、アメリカ合衆国プエルトリコ島の北部に位置する都市。

## 概要
プエルトリコでは、サンフアンに次いで第二の人口を有する都市である。
バヤモンは、"El Pueblo del Chicharrón(牛豚の町)" や町を悩ます渋滞のため、"Ciudad del Tapón(渋滞都市)"などと呼ばれる。

## 地理

### 位置
バヤモンはプエルトリコの主要都市の一つで、島の首都エリア内に位置している。

## 歴史
- 1722年5月22日 - フアン・ラミレス・デ・アレジャーノ(Juan Ramírez de Arrellano)が街を設立した。

名前の由来は、この地域の原住民(インディアン)の酋長の名前がBahamonであったことや、あるいは町を流れる川の名前であるタイノ族の言葉のBayamongoであることなどが考えられている。

## 交通

### 空路

#### 空港
中心都市のサンフアンに近いため、ポンセやマヤグエスのように独自の空港は無い。

### 鉄道
トレン・ウルバノという都市鉄道によってサンフアンと結ばれている。

#### 鉄道路線
トレン・ウルバノ
- Current線：バヤモン駅 - デポルティボ駅 - ジャーディン駅 -

### 道路

#### 高速道路
- プエルトリコハイウェイ2号線

## 文化・名物

### スポーツ

#### サッカー
- バヤモンFC（リーガプエルトリコ）

#### バスケットボール
- バケーロス・デ・バヤモン（バロンセスト・スペリア・ナシオナル）